# Малый Чик
Малый Чик — деревня в Ордынском районе Новосибирской области России. Входит в состав Верх-Чикского сельсовета.

## География
Площадь деревни — 144 гектаров.

## Население
| 2002 | 2007 | 2010 |
| ---- | ---- | ---- |
| 198  | ↗204 | ↘164 |

## Инфраструктура
В деревне по данным на 2007 год функционирует 1 учреждение здравоохранения.

## Известные уроженцы
- Михаил Николаевич Джигирис (1925—1990) — советский работник производства, директор новосибирского завода «Труд»[5].